# Pat Smear
Georg Albert Ruthenberg (Los Angeles, Kalifornia, 1959. augusztus 5. –) ismertebb nevén Pat Smear amerikai gitáros, leginkább a Foo Fighters gitárosaként ismert. Smear a Germs alapítója, valamint az élő Nirvana koncertek kiegészítő gitárosa.

## Élete és zenei pályafutása

### Családja és fiatalkora
Georg Ruthenberg Los Angeles nyugati részében született és nőtt fel. Anyja afro-amerikai származású, apja német immigráns. Fiatal korában szülei kényszerítették, hogy zongora leckéken vegyen részt, és egy pár évvel később, saját magát tanította gitáron játszani. Az őt befolyásoló zenészek közé tartozik Joan Jett, Brian James, Brian May, és Steve Jones.

### Germs (1977–1980)
1977-ben Smear és Darby Crash Lorna Doom basszusgitárossal és Dottie Danger (Belinda Carlisle) dobossal megalapította a Germs zenekart. Carlisle dobost később leváltotta Don Bolles. 1979-ben a zenekar kiadta első és egyetlen stúdióalbumát, a (GI)-t. Az album producere Joan Jett. A zenekar egy év eltelte után, 1980-ban feloszlott Crash öngyilkossága miatt.

### Szólóban (1980–1993)
A Germs bukása után Smear 1981-ben Paul Roessler billentyűssel és annak lánytestvérével, Kira Roessler-rel a Twisted Roots zenekarban játszott. Smear Nina Hagen-nel két szólóalbumot készített (Ruthensmear és So You Fell in Love with a Musician...). Smear rövid ideig a The Adolescents punk zenekar tagja volt 1981-ben.
Ezalatt a Quincy, M.E. tv-sorozatban és a Szárnyas fejvadász, Breakin' és Howard the Duck filmekben szerepelt. A Breakin'-en való munka alatt Smear barátságot kötött Courtney Love-val.

### 45 Grave (1981)
Smear rövid ideig a 45 Grave deathrock zenekar tagja volt Don Bolles (a Germs korábbi dobosa) társaságában. Ezalatt egy kislemezt, a Black Cross-t rögzítették.

### Nirvana (1993–1994)
1993-ban egy hívást kapott a Nirvana frontemberétől, Kurt Cobain-től. Cobain megkérte Smeart, hogy csatlakozzon a zenekarhoz második gitárosként egy jövőbeli turné idejére. Smear először azt hitte, hogy barátja, Carlos "Cake" Nunez szeretné megviccelni, azonban Courtney Love ezt megelőzően pár nappal Smear-nek elárulta, hogy Cobain fel akarta hívni. Smear abban a pillanatban elfogadta az ajánlatot. Első fellépése már Nirvana-tagként a Saturday Night Live műsorban volt, 1993. szeptember 25-én. Hat hónapig a zenekarral turnézott, valamint a MTV Unplugged in New York és From the Muddy Banks of the Wishkah koncertalbumokon, a Nirvana és With the Lights Out válogatásalbumokon is játszik.
Smear Nirvana-ban eltöltött ideje Cobain halálával ért véget, 1994. áprilisában.

### Foo Fighters (1995–1997)
Cobain halála után a Nirvana-dobos, Dave Grohl egy zenekart alapított, ez a Foo Fighters. Smear csatlakozott a csapathoz, de mivel a zenekar első albuma egy, kizárólag Grohl által rögzített demókat tartalmazó lemez volt, Smear nem jelent meg Foo Fighters-albumon 1997-ig. Ekkor jelent meg a The Colour and the Shape. Az év későbbi felében Smear elhagyta a zenekart: távozását egy koncerten jelentette be, a Radio City Music Hall tetején, pont az év MTV Video Music Awards díjátadója előtt. Ezen a koncerten mutatta be az őt cserélő tagot, Franz Stahl-t.

### Szünet a Foo Fighters-től (1997–2005)
A Foo Fighters-től lévő távolléte alatt Smear nem tevékenykedetett sokat. A Harlow's zenekar debütáló albumának producere volt, valamint ritkán televíziós műsorokban szerepelt.
A What We Do Is Secret filmben szerepelt, ami Darby Crash-ről, a Germs énekeséről szól. A film címe a zenekar egyik legjobban ismert daláról kapta nevét. A filmet a Los Angeles-i Filmfesztiválon mutatták be 2007. június 23-án. Elérhető DVD-n.

### Újra a Foo Fighters-ben (2006–)
2006 májusában a Foo Fighters bejelentette, hogy akusztikus koncerteket tart Észak-Amerika-szerte. Smear a turnétagok egyike volt ezeken a koncerteken. A Skin and Bones koncertlemezen említik nevét.
2006 és 2009 között több Foo Fighters-koncerten játszott, valamint több televíziós műsorban szerepelt, többnyire interjúalanyként.
A Foo Fighters 2011-es albuma, a Wasting Light felvétele során Smear újra beépült a zenekarba. A Foo Fighters Twitter oldalán közzétett fényképes bizonyíték és kisebb videótöredékek alapján Smear több új dal gitár-részét készítette és rögzítette. Az album borítóképén a többi tag mellett ő is szerepel. 2011. április 11-én Smear a The Daily Show műsorban szerepelt a Comedy Central csatornán. Azóta minden Foo Fighters-koncerten részt vett.
2014 nyarát a Foo Fighters tagjaival, a zenekar nyolcadik stúdióalbumának, a Sonic Highways felvételével töltötte.

## Diszkográfia

### Szólóban
- Ruthensmear (1987)
- Lazybones – Every Band Has A Shonen Knife Who Loves Them  (1989) (Various Artists Shonen Knife Tribute Comp.)
- So You Fell in Love with a Musician... (1992)

### Germs
- Forming/Sexboy (live) (1977)
- Lexicon Devil (1978)
- (GI) (1979)
- The Decline of Western Civilization Soundtrack (live tracks) (1980)
- What We Do Is Secret (1981)
- Live at the Whisky, First Show Ever (1981)
- Germicide (1985)
- Germs (MIA) – The Complete Anthology (1993)

### 45 Grave
- Black Cross/Wax (1981)

### Deathfolk
- Deathfolk (1989)
- Deathfolk II (1992)

### Nirvana
- MTV Unplugged in New York (1994)
- From the Muddy Banks of the Wishkah (1996)
- Nirvana (2002)
- With the Lights Out (2004)
- In Utero 20th Anniversary Deluxe Edition (2013)

### Mike Watt
- Ball-Hog or Tugboat? (1995)
- "Ring Spiel" Tour '95 (2016)

### Foo Fighters
- The Colour and the Shape (1997)
- Skin and Bones (2006)
- Echoes, Silence, Patience & Grace (2007) gitár a "Let It Die" c. számban
- Wasting Light (2011)
- Sonic Highways (2014)
- Saint Cecilia (EP) (2015)
- Concrete and Gold (2017)
- Medicine at Midnight (2021)
- But Here We Are (2023)

### theHell
- Southern Medicine (2013)

### Sound City: Real to Reel (2011)
A Sound City dokumentumfilm filmzenéjében:
- The Man That Never Was – Rick Springfield, Dave Grohl, Taylor Hawkins, Chris Shiflett társaságában
- Your Wife Is Calling – Lee Ving, Grohl, Hawkins, Alain Johannes társaságában
- Cut Me Some Slack – Paul McCartney, Grohl, Krist Novoselic társaságában

## Fordítás
- Ez a szócikk részben vagy egészben a Pat Smear című angol Wikipédia-szócikk ezen változatának fordításán alapul.  Az eredeti cikk szerkesztőit annak laptörténete sorolja fel. Ez a jelzés csupán a megfogalmazás eredetét és a szerzői jogokat jelzi, nem szolgál a cikkben szereplő információk forrásmegjelöléseként.